# Szadówko
Szadówko – osada w Polsce położona w województwie pomorskim, w powiecie kwidzyńskim, w gminie Ryjewo.
W latach 1975–1998 miejscowość administracyjnie należała do województwa elbląskiego.